# 沙田馬場巴士總站
沙田馬場巴士總站（英語：Sha Tin Racecourse Bus Terminus）是香港一個坑狀露天車站，位於沙田馬場正門西南面。是沙田馬場賽馬日開放期間，多條巴士路線為馬場乘客提供服務。

## 歷史
沙田馬場是香港境內其中一個馬場，於1978年10月7日正式啟用。其附屬巴士總站亦於同日啟用，方便馬迷乘搭巴士來往馬場。
沙田馬場可容納83,000名觀眾，設施更屬於世界頂尖水平，每逢賽馬日就吸引不少馬迷進場。沙田馬場通常舉行周末日間賽事，但有時會因應賽期而舉行周末或星期三夜間賽事，巴士公司在賽馬日期間，提供多條巴士路線供觀眾離場，部份路線更設有進場服務，開出時間視乎個別巴士路線而定，一般由最後一場賽事結束前約一小時開始在馬場載客，直至最後一場賽事結束後約一小時為止，客滿即開。
於2011年馬季休賽期間，曾進行改建工程。車坑規模因此大幅縮小，以配合賽馬會於附近興建沙田通訊及科技中心。該大樓之基本建築於2015年5月底完成，而設於巴士總站落客站旁的行車路亦設有兩條馬場員工穿梭巴士的分站。

## 總站路線資料（巴士）

### 九龍巴士848線
- 沙田馬場 → 葵芳站

### 九龍巴士868線
- 屯門市中心 ↔ 沙田馬場

### 九龍巴士869線
- 沙田馬場 → 天水圍市中心

### 九龍巴士872、872X線
- 872:沙田馬場 → 大埔中心（經大埔公路）
- 872X:沙田馬場 → 大埔中心（經吐露港公路）

### 九龍巴士887線
- 沙田馬場 → 旺角（柏景灣）

### 九龍巴士888線
- 沙田馬場 → 沙田站

### 九龍巴士889線
- 沙田馬場 → 藍田（平田）

### 九龍巴士891線
- 沙田馬場 → 九龍城碼頭

### 九龍巴士893線
- 沙田馬場 → 康盛花園

## 總站路線資料（專線小巴）

### 新界區專線小巴60R線
- 沙田站 ↔ 彭福公園

## 過往路線資料（已取消服務）
- 九龍巴士885線
- 九龍巴士886線
- 過海隧道巴士802線
- 過海隧道巴士807線
- 過海隧道巴士811線

## 巴士迷事件
巴士公司近年派出大量配置各具特色的巴士行走沙田馬場路線，吸引不少巴士迷每逢賽馬日專程前往總站拍攝，惟總站空間有限，再者巴士迷良莠不齊，經常引起爭執，部份事件更被傳媒報道：
- 2017年9月3日下午5時許，約20名巴士迷在此處拍攝馬場路線時，懷疑有人互不相讓引起爭執，并用粗口互骂，最終由沙田馬場保安及警方調停。[1][2]
- 2018年6月3日下午5時許，一名14歲紅衣巴士迷因在此處挑釁多名巴迷[3]，而駐守車站的總車務督察[4][5]見狀，但並未有加以勸止。雖然對方其後跪地求饒，但仍被一名24歲男子與其他巴士迷袭击，男童被打傷，被送往明愛醫院治理。男童家人其後報警，案件列作「襲擊致造成實際身體傷害」，由沙田警區刑事調查隊跟進。最終於6月12日，警方在機場警區拘捕涉案男子。[6]